# После загара
После загара (англ. Tan Lines) — малобюджетная австралийская мелодрама 2007 года режиссёра Эда Элдриджа. Выпущена компанией TLA Releasing.

## Сюжет
В одном из захолустных австралийских городков, единственной достопримечательностью которого являются прекрасные пляжи, живёт красивый 17-летний парень Маджет Холлоус (Джек Бекстер). Спит он в одной постели со своей матерью Бетти, которая на протяжении всего фильма так и не будет показана за пределами своей кровати, поэтому лица её мы ни разу не увидим. Одним из немногих развлечений в городе является сёрфинг, которым занимаются все парни не исключая Маджета и его друзей. Помимо этого они слушают музыку, устраивают вечеринки и курят травку. Спокойное течение жизни Маджета прерывается с возвращением в город брата его лучшего друга, Дена Мастерса. Касс Мастерс (Дэниел О'Лири) на протяжении четырёх лет безвестно пропадал в Европе и не скрывает, что он гей. Маджета сразу начинает тянуть к нему, в итоге они влюбляются и их отношения полны любви и романтики. Маджет понимает, что в жизни надо что-то менять, и для этого нужно покинуть родной бесперспективный городок. Он донимает Касса расспросами о «большом мире». Но в итоге мечтания Маджета оказались прерваны тем, что Касс вновь покидает город и не берёт его с собой.

## В главных ролях
- Джек Бекстер — Маджет Холлоус
- Лорена Арансибия — Бетти Холлоус
- Джед Кларк — Ден Мастерс
- Дэниел О'Лири — Касс Мастерс